# Hodogaya-juku

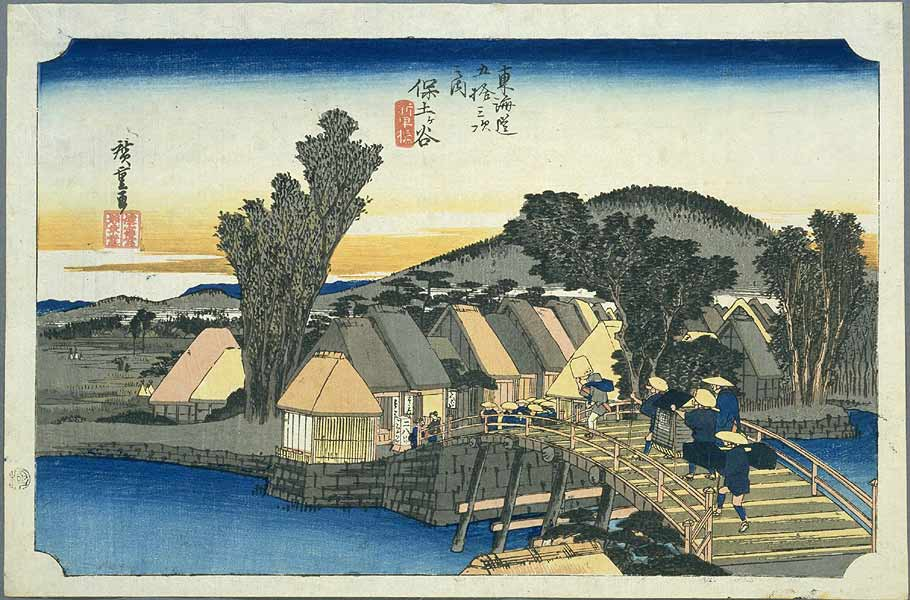
Hodogaya-juku dans les années 1830, sur une estampe de Hiroshige dans l'édition Hoeido des Cinquante-trois Stations du Tōkaidō (1831-1834).

Hodogaya-juku (程ヶ谷宿, Hodogaya-juku) était la quatrième des cinquante-trois stations du Tōkaidō. Elle est située à Hodogaya-ku dans la ville moderne de Yokohama, préfecture de Kanagawa au Japon. Son nom s'écrit parfois 保土ヶ谷宿.

## Histoire
Hodogaya-juku fut établie en 1601 ; c'était la station (shukuba) la plus à l'ouest de la province de Musashi durant la période Edo. Il existe une statue en pierre de Bouddha que les voyageurs pouvaient implorer pour assurer leur sécurité pendant leur parcours du Tōkaidō.
L'estampe classique ukiyoe d'Ando Hiroshige (édition Hoeido) de 1831-1834 représente un pont sur un ruisseau, avec deux serviteurs portant un kago fermé vers un village sur l'autre rive. Auprès du pont se trouve un restaurant de nouilles soba dont les serveuses invitent les voyageurs à entrer.
Des routes mineures, dont la Kanazawa-Kamakura-dō (金沢鎌倉道), la Hachiōji-dō (八王子道8) et la Ōyama-dō (大山道), se séparaient du Tōkaidō à Hodogaya-juku.